# Un colp mestre
Un colp mestre (títol original en anglès, The Score) és una pel·lícula dirigida per Frank Oz i estrenada el 2001. És protagonitzada per Robert De Niro i Edward Norton; a més, es va convertir en l'última pel·lícula de Marlon Brando abans de morir. Va rebre crítiques generalment positives; a Rotten Tomatoes compta amb una aprovació de 75%. S'ha doblat al valencià per a À Punt.

## Sinopsi
Nick Wells (Robert De Niro) és un lladre que, cansat de la vida criminal, decideix retirar-se per viure en pau amb la seva xicota, Diane (Angela Bassett), i dedicar-se al club de jazz que té a Mont-real. Abans de la seva retirada, el seu amic i soci Max (Marlon Brando) li demana un últim robatori al costat de Jackie Teller (Edward Norton), un jove lladre infiltrat com a ajudant del bidell a l'edifici de duanes de Mont-real on hi ha un ceptre antic, una valuosa obra d'art.
Malgrat els principis de Nick de mai treballar en companyia durant el robatori i fer-ho fora de la ciutat on resideix, accepta el que serà el seu últim treball com a delinqüent. Una vegada començat el pla, els egos dels tres protagonistes s'enfronten.

## Curiositats
- És l'única pel·lícula on van actuar junts Marlon Brando i Robert De Niro; curiosament, eren (fins a la victòria en 2020 de Joaquin Phoenix per Joker) els dos únics actors que havien guanyat un óscar interpretant al mateix personatge (Vito Corleone) en El Padrí i El Padrí II, respectivament.[2]
- Marlon Brando va haver de perdre una mica més de 20 kg per poder fer el seu paper.
- Edward Norton interpreta a un individu que es fa passar per retardat, igual que en la seva primera pel·lícula, Les dues cares de la veritat, on també ho simula; i en tots dos films intenta enganyar a qui l'ajuda.
- El hacker està jugant en el seu ordinador a Quake III Arena.
- Robert De Niro va fer de policia en la pel·lícula titulada 15 minuts; en The Score és un lladre, i en una escena afirma que és capaç d'obrir una caixa forta especial en només 15 minuts. A més, el company de feina al museu d'Edward Norton, en una altra escena, li diu que trigaran 15 minuts a encerar el sòl.
- Destaca la intervenció especial de Marlon Brando, que va provocar nombrosos incidents durant el rodatge, ja que es va negar a ser dirigit per Frank Oz, per la qual cosa en les seves escenes va assumir la direcció Robert De Niro. Un dia, a més, es va presentar nu al rodatge.
- Dirigeix Frank Oz, que va començar treballant com a titellaire o "muppeter" a Barri Sèsam i The Muppets, i que va continuar el seu treball al cinema amb pel·lícules com Cristall fosc, La petita tenda dels horrors, etc.
- El paper que interpreta Robert De Niro el volia Michael Douglas.
- Pel paper que va interpretar Edward Norton es «van interessar» actors com Ben Affleck i Brad Pitt.
- L'actor Paul Sols (cap de conserges) torna a treballar amb Edward Norton a The Incredible Hulk